# Swallowed in Black
Swallowed in Black är det andra studioalbumet med det amerikanska death metal-bandet Sadus, utgivet 1990 av skivbolaget R/C Records. Displeased Records återutgav albumet 2007, med tre bonusspår och ett video-klipp.

## Låtlista
Sida A
1. "Black" – 5:24
2. "Man Infestation" – 4:04
3. "Last Abide" – 2:13
4. "The Wake" – 4:15
5. "In Your Face" – 1:00
6. "Good Rid'nz" – 4:30

Sida B
1. "False Incarnation" – 4:35
2. "Images" – 4:24
3. "Powers of Hate" – 3:34
4. "Arise" – 6:12
5. "Oracle of Omission" – 3:42

Bonusspår (2007-utgåvan)
1. "The Wake" (demo) – 4:35
2. "Powers of Hate" (demo) – 3:56
3. "Good Rid'nz" (demo) – 6:56
4. "Good Rid'nz" (video)

- Spår 12–14 är från The Wake of Severity (demo 1989)

## Medverkande
Musiker (Sadus-medlemmar)
- Darren Travis – sång, gitarr
- Rob Moore – gitarr
- Steve DiGiorgio – basgitarr
- Jon Allen – trummor

Produktion
- Michael Rosen – producent, ljudtekniker, ljudmix
- Tom Coyne – mastering
- Patricia Mooney – omslagsdesign
- Monte Conner – omslagsdesign
- Alvin Petty – omslagskonst, logo
- Jeff Moore – foto